# 經濟房屋 (澳門)

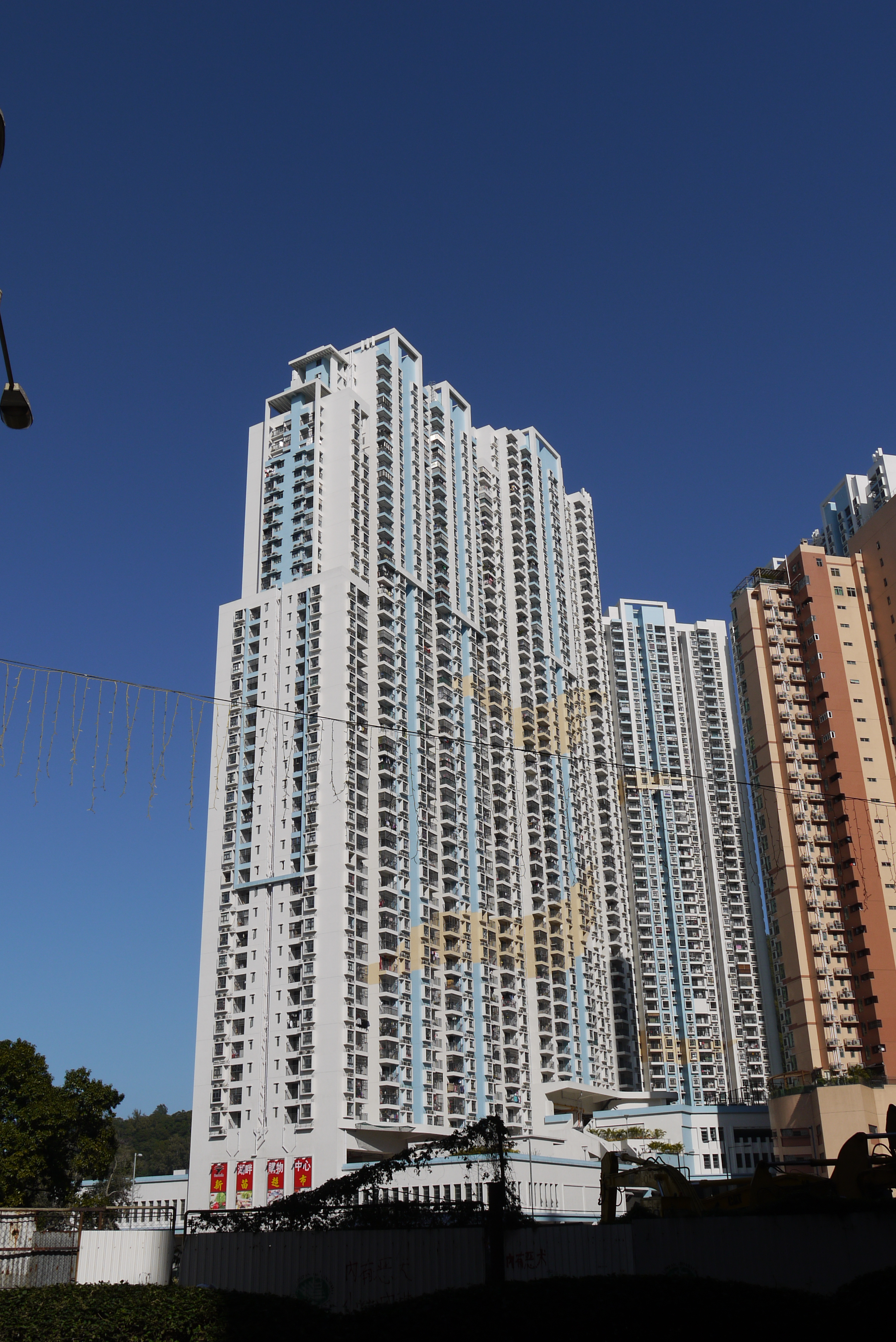
湖畔大廈

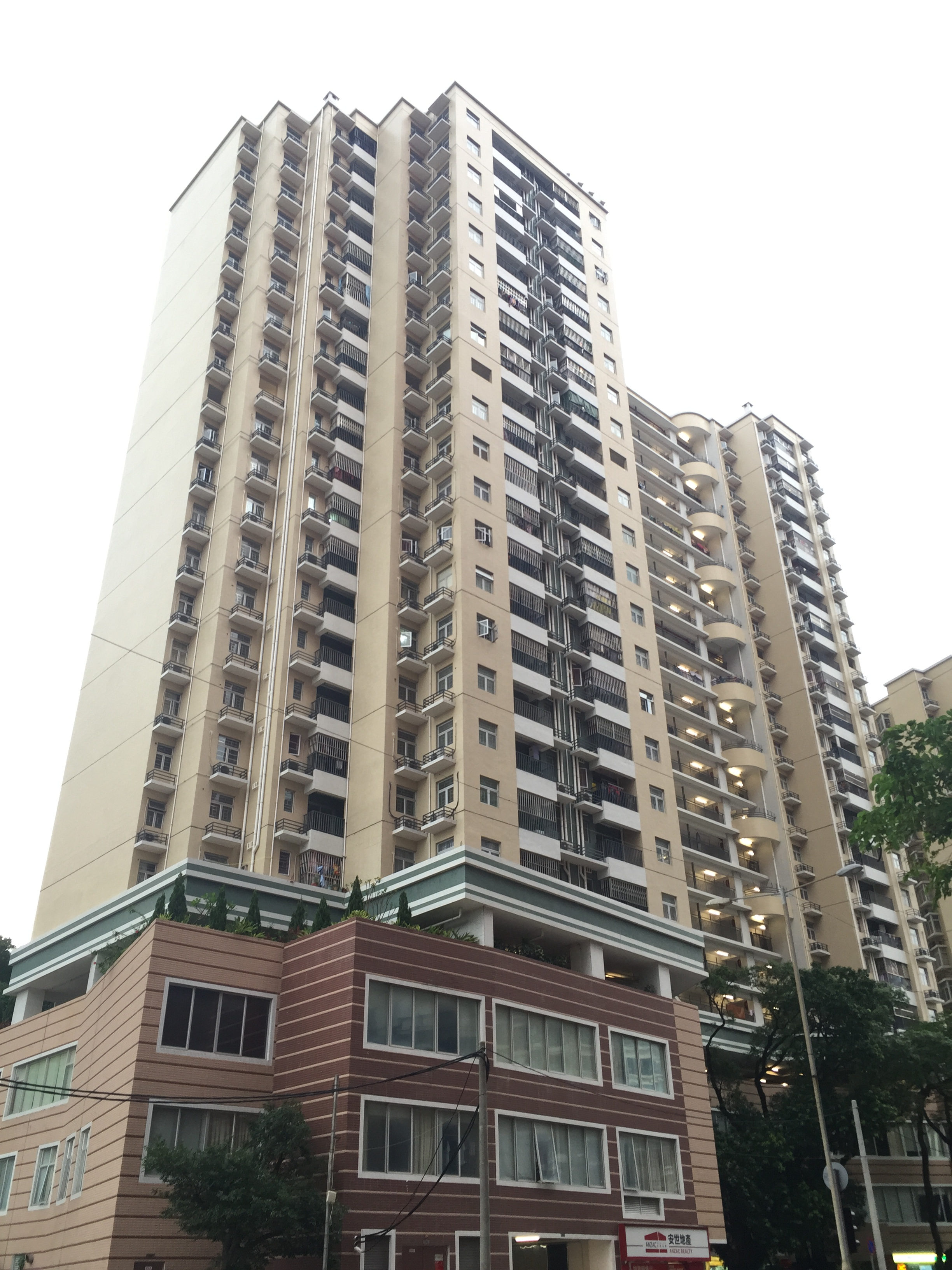
安順大廈

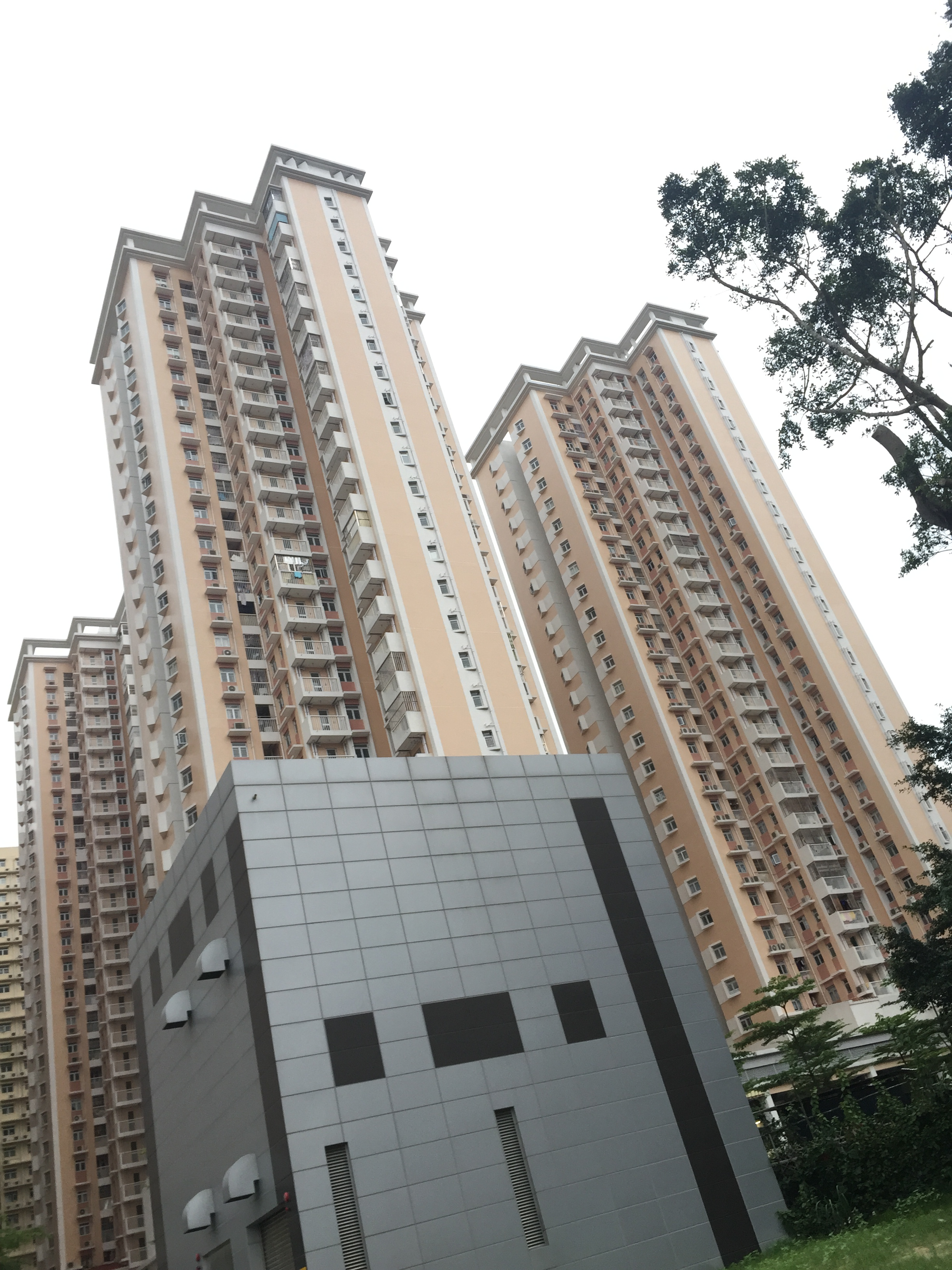
居雅大廈

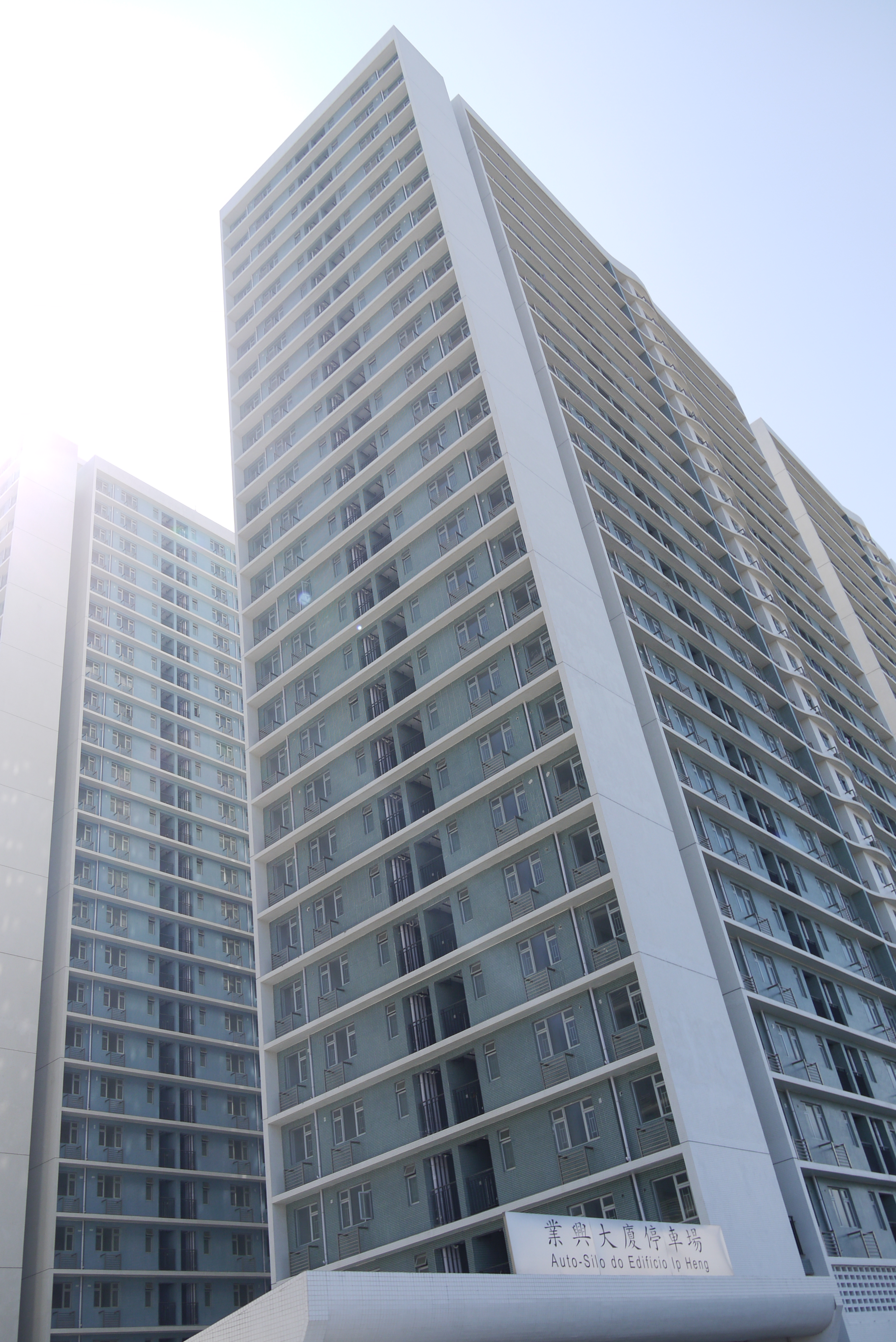
業興大廈

經濟房屋（葡萄牙語：Habitação Económica）是澳門政府房屋局直接出資興建或透過發展商興建的資助出售房屋，簡稱經屋。經濟房屋目的是協助具特定收入水平及財產的澳門居民解決住房問題，與促進符合澳門居民的實際需要及購買力的房屋供應。經濟房屋僅用於家團自住用途，並對私人房屋市場及社會房屋政策起著補充性作用。為遏止炒賣活動及防止有人以低價買入經屋再轉售牟取暴利，對經屋政策相違背，故由2011年起發售的經屋設有16年轉售限制（而以往發售屋苑原則上為6年）。

## 屋苑土地權益
一般而言，澳門經濟房屋的地上權為25年（部分有一至兩次介乎10至19年的續期權，與澳門其他私人樓宇相似），年期由土地交付房屋局團隊施工起計（但賣方仍為澳門政府，而非房屋局）。

## 售樓資料的發放
澳門房屋局在經濟房屋銷售的時候，會向入選申請人致函寄發售樓說明書、揀樓信及該銷售階段所有可供出售的經屋單位的價目表，此封函件通常會在至少在揀樓前一星期，透過澳門郵政以掛號郵寄方式向入選申請人提供，而售樓說明書及價目表會同時在澳門房屋局網站上公佈。

## 樓宇設計
負責經濟房屋的建築師會把樓宇，按經濟房屋法及地盤特性作出不同的設計，而近期興建的氹仔日暉大廈更開始引入環保設計，走廊及樓梯使用開放式設計，確保通風及日間光線充足，以節省能源消耗。天台設有遮陽蓬，減低頂層單位受熱程度，而單位內更設有對流窗，增加自然空氣流通。

## 單位類型
單位類型分一房廳（T1）、兩房廳（T2）、三房廳（T3）及四房廳（T4）4大類，自永寧廣場大廈落成後本澳經屋不再提供T4單位，及在湖畔大廈落成後T3單位只提供1個衛生間設備，而按現行經屋法規定每個單位應設有廚房、衛生間、廳及露臺各一個及最多三個房間。

## 交樓標準設備
實際交樓標準依各經屋屋苑建築師設計而略有不同，以下僅供參考：
客／飯廳及睡房
交樓時地台及牆腳線已用國產過底磚鋪好，牆壁塗上乳膠漆。
廚房
地台以國產過底磚鋪成，牆壁採用國產瓷磚；而灶台及單盆洗滌盆則以紅磚砌成，再鋪上瓷磚。
浴室
地台以國產過底磚鋪成，牆壁採用國產瓷磚；衛生設備包括洗手盆、坐廁、淋浴間、花灑及浴簾杆。
其他設備
單位一般採用鋁窗及木門；採用不鏽鋼大閘，另外，所有單位均不附送冷氣機及熱水爐，設有管道天然氣/石油氣終端接頭。
公共空間
走廊、升降機大堂樣式依各屋苑略有不同，主要鋪砌淺色牆身瓷磚，深色地台瓦。

## 經濟房屋列表

### 已建成項目

#### 澳門半島
| 屋邨名稱     | 堂區       | 地區 | 地址       | 入伙日期       | 樓宇座數 |
| ------------ | ---------- | ---- | ---------- | -------------- | -------- |
| 永寧廣場大廈 | 花地瑪堂區 | 澳門 | 永寧廣場   | 2011年6月23日  | 4座      |
| 青葱大廈     | 花地瑪堂區 | 澳門 | 鴨涌馬路   | 2013年4月3日   | 2座      |
| 青怡大廈     | 花地瑪堂區 | 澳門 | 青洲大馬路 | 2016年6月14日  | 2座      |
| 快盈大廈     | 花地瑪堂區 | 澳門 | 俾約翰街   | 2018年10月3日  | 2座      |
| 青濤大廈     | 花地瑪堂區 | 澳門 | 青洲大馬路 | 2018年10月8日  | 1座      |
| 青洲坊大廈   | 花地瑪堂區 | 澳門 | 李寶樁街   | 2018年11月19日 | 5座      |

#### 離島
| 屋邨名稱 | 堂區         | 地區             | 地址       | 入伙日期                                | 樓宇座數 |
| -------- | ------------ | ---------------- | ---------- | --------------------------------------- | -------- |
| 泉福新邨 | 嘉模堂區     | 氹仔舊城區       | 地堡街     | 第一期2003年8月13日、第二期2005年9月8日 | 12座     |
| 湖畔大廈 | 嘉模堂區     | 氹仔             | 美副將馬路 | 2012年11月23日                          | 6座      |
| 安順大廈 | 聖方濟各堂區 | 路環石排灣公屋群 | 石排灣馬路 | 2013年6月13日                           | 2座      |
| 居雅大廈 | 聖方濟各堂區 | 路環石排灣公屋群 | 石排灣馬路 | 2013年2月28日                           | 8座      |
| 業興大廈 | 聖方濟各堂區 | 路環石排灣公屋群 | 石排灣馬路 | 2013年3月20日                           | 10座     |
| 日暉大廈 | 嘉模堂區     | 氹仔             | 聚龍街     | 2017年12月4日                           | 1座      |

### 未建成項目
- 新城A區B4地段
- 新城A區B9地段
- 新城A區B10地段

## 交易限制
經濟房屋與香港的居者有其屋計劃、住宅發售計劃一樣，均設有轉售限制，但由2011年起發售的屋苑，轉讓條款更為嚴苛，詳情如下：
- 首6年內：除非業主死亡或失去行為能力，其繼承人才可以房屋局訂明估價（未補地價）將單位售予合資格申購經屋人士，否則不能出售。
- 其後10年：可以房屋局訂明估價（未補地價）將單位售予合資格申購經屋人士，但不准補地價出售。
- 16年後：業主可自行訂價及選擇買家，並經房屋局審核；若房屋局決定回購，將會按業主所訂價格，扣除折扣後回購單位作再次出售之用，而與原訂買家交易即告中止。否則，業主須支付補地價，然後完成交易。

而在2011年以前發售的屋苑，轉讓條款則如下：
- 一般案例：首6年內不可出售。
- 向房屋司（房屋局）申請貸款購買經屋者：如未清還貸款，首12年內不可出售；清還後禁售期為9年。

而其餘限制條款與2011年起出售經屋相同。
以上日期由樓宇使用准照（入伙紙）批出日起計，或回購/「撻訂」（取消買賣合約）單位再次出售合約簽立日起計。若有經房屋局再售者，以較後日期為準。

## 建築品質及配套問題
自2007年起，政府重啟建設公屋的計劃，其中包括計劃於2012年內落成的“萬九公屋”計劃，至今仍未完全建成，雖然萬九公屋的輪候戶分配已於2013年基本解決，不過這些只是公屋預售，萬九公屋的項目至今仍然未能全數落成上樓，其中屬萬九公屋的台山中街社屋項目更加在2022年底建成。但公屋住戶入伙後，品質問題接二連三發生，經濟房屋方面包括永寧廣場大廈渠漏用料差、青洲坊大廈天價防火捲閘、望廈社屋望善樓及筷子基社屋快富樓的牆磚地磚爆裂剝落、湖畔大廈公共地方牆壁剝裂、大堂牆磚需維修、廁所地台傾斜嚴重；石排灣公屋群方面，居雅大廈出現天然氣管生鏽，品質問題層出不窮，到最近業興大廈10幢樓宇至少有90處出現瓷磚剝落，令人質疑政府是否在公屋興建上敷衍了事，政府回應指部分公屋當年興建得很快，若有些方面不是做得很好，要求社會各界接受，引發不少公屋住戶怨聲四起。

## 外部連結
- 經濟房屋售樓說明書（永寧廣場大廈、湖畔大廈、青蔥大廈） （页面存档备份，存于）經濟房屋歷次出售單位的售樓說明書(電子版本)
- 經濟房屋售樓說明書 （安順大廈、居雅大廈、業興大廈、青怡大廈、青濤大廈、青洲坊大廈、快盈大廈、日暉大廈） （页面存档备份，存于）經濟房屋歷次出售單位的售樓說明書(電子版本)